# 北九州市立霧丘中学校
北九州市立霧丘中学校（きたきゅうしゅうしりつ きりがおかちゅうがっこう）は、福岡県北九州市小倉北区黒原三丁目にある公立中学校。

## 地名と校名
地名における「きりがおか」は「霧ヶ丘」であるが、校名においては「霧丘」と表記する。なお、所在地の町名は霧ヶ丘ではなく黒原（くろばる）に所在する。

## 霧中ノート
自主学習に使用するノート「霧中ノート」なるものが存在する。上部には日記を書き、下部には勉強をする。ノートの表紙は緑で印刷されていて、最初のページには、霧丘中学校授業五則が印刷されている。最後のページには、霧丘中生徒のきまりが細かく書かれている。

## 教職員と生徒
2022年～から2023年頃において教職員による生徒に対しての不適切な対応が明らかになっている。家庭技術の授業中においては教職員が生徒を張り倒すという事件が発生している。この件に関して教育委員会の介入はなくその場の謝罪で終わった。
2022年に第二学年を担当していた英語教師に対して保護者からの不満がこぼれていた。「そもそも会話ができない」「授業が進まない。わかりにくい。」などである。
この件に関しては最終的に改善されることはなかった。

## 沿革
- 1960年（昭和35年） - 小倉市立霧丘中学校、開校。
- 1962年（昭和37年） - 北九州市立霧丘中学校と改称。
- 1974年（昭和49年） - 英語朗読コンテスト全国優勝。
- 1993年（平成5年） - NHK杯全国中学校放送コンテスト（朗読部門・個人）最優秀賞。
- 1994年（平成6年） - 吹奏楽部が第42回全日本吹奏楽コンクールにおいて銀賞受賞（翌年は銅賞）。

## 学級数
2024年度現在　
- 1年生 7学級
- 2年生 6学級
- 3年生 6学級
- 特別支援学級 4学級

## 部活動

### 運動部
- 剣道部
- サッカー部
- ソフトテニス部(男女)
- 卓球部
- バスケットボール部(男女)
- バレー部(女子)
- 野球部
- 陸上部
- 柔道部

### 文化部
- 華道部
- 吹奏楽部
- 美術部

## 委員会
- 学級委員会
- 体育委員会
- 健康委員会
- 文化・図書委員会
- 整美委員会
- 生活委員会
- 学習委員会

## 出身者
- 大江千里 - 1年生から2年生の間に通っていた、大阪狭山市立南中学校から転校。ブラスバンド部にも所属していた。
- 米岡誠一
- shogo（175R)
- メルシー☆前山 (コトダマ)
- 竹林紀雄（映像作家、文教大学教授、文化庁芸術祭執行委員）
- ボクシング鬼塚